# Nathalie Baylaucq
 (septembre 2015).
Si vous disposez d'ouvrages ou d'articles de référence ou si vous connaissez des sites web de qualité traitant du thème abordé ici, merci de compléter l'article en donnant les références utiles à sa vérifiabilité et en les liant à la section « Notes et références ».
 (janvier 2018).
Nathalie Baylaucq est une directrice artistique française et canadienne. Elle a dessiné le design de très nombreuses maquettes[réf. nécessaire] pour la presse française et internationale et des applications pour tablettes et smartphones, parmi lesquelles le magazine Spirit Hunters. Elle est née à Toronto, au Canada, d'un père français et d'une mère canadienne.

## Débuts
Nathalie Baylaucq grandit à Montréal, fait son Cegep à Marianapolis en concentrant ses études sur la psychologie et la sociologie. Puis elle part à la York University à Toronto pour faire un an de d'étude des beaux arts et d'études littéraires. Elle part ensuite à New York (États-Unis) pour suivre des cours à la prestigieuse école Parsons School of Design, où elle obtient un Bachelor of Fine Arts (BFA).
Au début de sa carrière, elle commence comme maquettiste au New York Talks, le premier journal gratuit culturel, et pour le groupe Condé-Nast (1981-83), puis à la fin de ses études au Plumb Design group (1983-85)
Elle s'installe ensuite à Paris où elle crée son propre studio de création graphique, le Studio Baylaucq.
Elle travaille alors pour les groupes Polygram, Polydor, Phonograme, Gaumont et UGC pour lesquels elle imagine et réalise des pochettes de disques et des affiches de cinéma.

## Presse
En 1995, elle « relooke » Le Monde. La nouvelle maquette qu'elle crée est un énorme succès[réf. nécessaire] et sa carrière s'oriente alors vers la presse. Débutent alors 15 années intenses[non neutre] de travail sur l'étude des maquettes de journaux, de magazines et de nouvelles formules de presse. Elle étudie aussi la relation qu'entretiennent les lecteurs avec leurs journaux et l'évolution des pratiques de lecture.
À partir de là, elle crée le nouveau design de nombreux titres de la presse en France et à l'étranger. Elle étudie aussi les supports pour le quotidien Le Monde du week-end[Quoi ?] et conseille Le Monde pendant 10 ans pour son évolution graphique.

### Créations et réalisations
- Création de la nouvelle maquette de L’express 2020
- la Revue du Vin de France 2015,
- Entraid' (en 2011 et 2015),
- Les gratuits du groupe Ouest-France : Côté Caen, Côté Brest, Côté Rouen, Côté Laval, Côté Morlaix, Côté Quimper, le Havre Infos en 2014-2015,
- Dalia Air (Maroc) 2014,
- L'Oeil 2013,
- Le Petit Bleu 2013,
- Le Pays Malouin 2013,
- La Marne 2013,
- La Gazette 2013,
- Femme actuelle 2013,
- Le Journal de l'entreprise 2013,
- Le Journal des Enfants (Belgique) 2012,
- Prima 2012,
- Nouvel Obs hors série (pendant 2 ans, en 2011 et 2012),
- Maroc Hebdo 2012,
- Tours infos 2011,
- Le Figaro 2011,
- Illi (Maroc) 2011,
- Télémoustique (Belgique) 2010,
- vers L'Avenir (Belgique) 2010,
- Bretagne magazine 2010,
- Mag Poitiers 2010,
- Actuel (Maroc) 2010,
- L'économiste (Maroc) 2005-2010,
- Connaissance des arts 2009,
- L'Hebdo (Suisse) 2009,
- La NR Algérie 2008,'
- Le Revenu 2008,
- Femme du Maroc 2008,
- TV Magazine 2007,
- le Figaro 2007,
- Psychologies magazine 2007,
- Le Quotidien Jurassien (Suisse) 2007,
- L'hebdo de Lausanne (Suisse) 2007,
- L'Histoire 2005, Courrier de l'UNESCO 2005,
- La Vie Eco (Maroc) à deux reprises en 1998 et 2005,
- La Tribune à deux reprises en 1997 et 2005,
- Le Temps (Suisse) à deux reprises en 1998 et 2005,
- Nice-Matin à deux reprises 2000 et 2005,
- Les Cahiers du cinéma 2004,
- l'Alsace 2003,
- Le Monde des Ados 2003,
- La Libre Belgique 2003,
- La Croix 2002,
- Corse Matin 2002,
- Var Matin 2002,
- Le Monde des Religions 2002,
- Le Monde de l'Economie 2002,
- le Nouvel Economiste France 2002,
- Le Journal (Maroc) 2001,
- Le Point 2001,
- Science et vie 2001,
- PME Magazine 2000,
- TV Temps et ses suppléments 2000,
- Courrier international 1999,
- Midi Libre 1999,
- Maison française 1999,
- Daily Fashion News 1999,
- Marianne (le premier numéro) 1998,
- Le Monde de l'Education 1998,
- le Quotidien de la Nouvelle-Calédonie 1998,
- Messages et Convergence pour LVMH 1997

## Récompenses
Elle remporte les prix Territoria culture pour la réalisation du livre Lettre à ma ville (2007), Premier prix national de la presse territoriale pour la réalisation du magazine Tours infos (2010). Elle remporte aussi le Prix SND pour la meilleure mise en page et la meilleure couverture en 1999.

## Tablettes et smartphones
En 2010, à la sortie des premières tablettes numériques, elle se saisit de ce nouveau support et crée des applications innovantes enrichies. Sa société TABS LAB innove en créant les magalogues "click and buy" de 3Suisses, des supports digitaux de vente pour Saint-Gobain, une application d'aide à la visite et de jeux du Festival Circulation(s) de la jeune photographie européenne, une version digitale enrichie de HDS Mag (magazine du Conseil général des Hauts-de-seine) et bien d'autres.

## Spirit Hunters
En 2015, Nathalie Baylaucq et son équipe éditent et lancent leur propre publication Spirit Hunters, le premier magazine digital international Click and buy dédié aux spiritueux.